# انبارسر
انبارسر'، روستایی از توابع بخش گیل‌خوران شهرستان جویبار در استان مازندران ایران است.

## جمعیت
این روستا در دهستان چپکرود قرار داشته و براساس آخرین سرشماری مرکز آمار ایران که در سال ۱۳۸۵ صورت گرفته، جمعیت آن ۲۰۹نفر (۵۲خانوار) بوده‌است.